# Night at the Museum: Secret of the Tomb
Night at the Museum: Secret of the Tomb (ook wel bekend als Night at the Museum 3) is een Amerikaanse komediefilm uit 2014, geregisseerd door Shawn Levy. Het is het vervolg op de film Night at the Museum: Battle of the Smithsonian (2009) en de derde film uit de Night at the Museum-trilogie.

## Verhaal
Wanneer de magische krachten van de Tablet van Ahkmenrah beginnen af te nemen, reist Larry Daley (Ben Stiller) van New York naar het British Museum te Londen om te voorkomen dat deze helemaal verdwijnen.

## Rolverdeling
| Acteur            | Personage             |
| ----------------- | --------------------- |
| Ben Stiller       | Larry Daley           |
| Ben Stiller       | Laaa                  |
| Robin Williams    | Theodore Roosevelt    |
| Robin Williams    | Garoeda (stem)        |
| Owen Wilson       | Jedediah              |
| Steve Coogan      | Octavius              |
| Ricky Gervais     | Dr. McPhee            |
| Dan Stevens       | Lancelot              |
| Rebel Wilson      | Tilly                 |
| Skyler Gisondo    | Nick Daley            |
| Rami Malek        | Ahkmenrah             |
| Patrick Gallagher | Attila de Hun         |
| Mizuo Peck        | Sacagawea             |
| Ben Kingsley      | Merenkahre            |
| Dick Van Dyke     | Cecil                 |
| Mickey Rooney     | Gus                   |
| Bill Cobbs        | Reginald              |
| Andrea Martin     | Rose                  |
| Rachael Harris    | Madeline Phelps       |
| Matt Frewer       | Archibald Stanley     |
| Brad Garret       | Moai (stem)           |
| Anjali Jay        | Shepseheret           |
| Percy Hynes White | jonge C.J. Fredericks |

## Achtergrond
Robin Williams en Mickey Rooney stierven beide in 2014, voor de film in de zalen verscheen. De film is daardoor een van de laatste waar de twee acteurs aan meewerkten.
De wereldpremière van de film was op 12 december 2014 te New York in het bijzijn van de cast en crew, inclusief Susan Schneider (weduwe van Robin Williams).
Hugh Jackman en Alice Eve hebben een cameo in de film. Ze spelen zichzelf en zijn te zien als acteurs van een toneelvoorstelling.